# Eleutherodactylus michaelschmidi
Eleutherodactylus michaelschmidi é uma espécie de anfíbio anuros da família Eleutherodactylidae. Está presente em Cuba. A UICN classificou-a como em perigo de extinção.